# 星雄次
星 雄次（ほし ゆうじ、1992年7月27日 - ）は、神奈川県横浜市出身のプロサッカー選手。Jリーグ・アルビレックス新潟所属。ポジションはディフェンダー、ミッドフィールダー。マネジメント会社はイーマ。
一卵性双生児の兄・星広太もプロサッカー選手（ギラヴァンツ北九州所属）。

## 来歴

### プロ入り前
兄・広太共々つくし野サッカースポーツ少年団を経て、中学進学時に横浜F・マリノスの下部組織へ入団。横浜FMユース時代の高校2年次には全日本ユース(U-18)選手権優勝を経験した。
高校卒業後は法政大学へ進学し同校サッカー部へ入部。1年次からレギュラーに抜擢され、本来のサイドバックだけでなく、ボランチやサイドハーフでもプレーをした。3年次にはデンソーチャレンジカップ関東Aチームにも選出された。4年次には関東大学リーグ2部で優勝した他、総理大臣杯では準優勝の成績を修めた。

### プロ入り後
2015年にJ3・福島ユナイテッドFCへ加入。5年ぶりに兄・広太と同じチームで戦うことになった。福島では左サイドバック・左ウィングバックとして出場停止の1試合を除く35試合に出場し、うち33試合がフル出場であった。
2016年、レノファ山口FCへ完全移籍。プレーカテゴリがJ2に上がったが、2年間で公式戦63試合に出場し、うち51試合が先発出場であった。
2018年、大分トリニータへ完全移籍。37試合出場（内33試合で先発）・5得点といずれも山口時代を上回る成績を残し大分のJ1昇格に貢献した。
2020年ホーム最終戦に途中出場した。そして契約満了により退団。
2021年、アルビレックス新潟に完全移籍で加入した。

## 所属クラブ
- つくし野SSS（町田市立南つくし野小学校）[13]
- 横浜F・マリノスジュニアユース（町田市立つくし野中学校）
- 横浜F・マリノスユース（東京都立小川高等学校）
- 法政大学[5]
- 2015年 福島ユナイテッドFC
- 2016年 - 2017年 レノファ山口FC
- 2018年 - 2020年 大分トリニータ
- 2021年 - アルビレックス新潟

## 個人成績
| 国内大会個人成績 | 国内大会個人成績 | 国内大会個人成績 | 国内大会個人成績 | 国内大会個人成績 | 国内大会個人成績 | 国内大会個人成績 | 国内大会個人成績 | 国内大会個人成績 | 国内大会個人成績 | 国内大会個人成績 | 国内大会個人成績 |
| 年度             | クラブ           | 背番号           | リーグ           | リーグ戦         | リーグ戦         | リーグ杯         | リーグ杯         | オープン杯       | オープン杯       | 期間通算         | 期間通算         |
| 年度             | クラブ           | 背番号           | リーグ           | 出場             | 得点             | 出場             | 得点             | 出場             | 得点             | 出場             | 得点             |
| 日本             | 日本             | 日本             | 日本             | リーグ戦         | リーグ戦         | リーグ杯         | リーグ杯         | 天皇杯           | 天皇杯           | 期間通算         | 期間通算         |
| ---------------- | ---------------- | ---------------- | ---------------- | ---------------- | ---------------- | ---------------- | ---------------- | ---------------- | ---------------- | ---------------- | ---------------- |
| 2015             | 福島             | 18               | J3               | 35               | 5                | -                | -                | 1                | 0                | 36               | 5                |
| 2016             | 山口             | 19               | J2               | 30               | 4                | -                | -                | 3                | 1                | 33               | 5                |
| 2017             | 山口             | 19               | J2               | 29               | 3                | -                | -                | 1                | 0                | 30               | 3                |
| 2018             | 大分             | 19               | J2               | 37               | 5                | -                | -                | 0                | 0                | 37               | 5                |
| 2019             | 大分             | 19               | J1               | 11               | 0                | 4                | 0                | 4                | 1                | 19               | 1                |
| 2020             | 大分             | 19               | J1               | 10               | 0                | 2                | 0                | -                | -                | 12               | 0                |
| 2021             | 新潟             | 19               | J2               | 31               | 2                | -                | -                | 2                | 1                | 33               | 3                |
| 2022             | 新潟             | 19               | J2               | 21               | 1                | -                | -                | 0                | 0                | 21               | 1                |
| 2023             | 新潟             | 19               | J1               | 15               | 0                | 5                | 0                | 4                | 0                | 24               | 0                |
| 2024             | 新潟             | 19               | J1               | 11               | 0                | 5                | 1                | 0                | 0                | 16               | 1                |
| 2025             | 新潟             | 19               | J1               |                  |                  |                  |                  |                  |                  |                  |                  |
| 通算             | 日本             | 日本             | J1               | 47               | 0                | 16               | 1                | 8                | 1                | 71               | 2                |
| 通算             | 日本             | 日本             | J2               | 148              | 15               | -                | -                | 6                | 2                | 154              | 17               |
| 通算             | 日本             | 日本             | J3               | 35               | 5                | -                | -                | 1                | 0                | 36               | 5                |
| 総通算           | 総通算           | 総通算           | 総通算           | 230              | 20               | 16               | 1                | 15               | 3                | 261              | 24               |

- Jリーグ初出場 - 2015年3月15日 J3第1節 藤枝MYFC戦（とうスタ）
- Jリーグ初得点 - 2015年3月29日 J3第3節 Y.S.C.C.横浜戦 (ニッパツ)

## タイトル

### クラブ
横浜F・マリノス ユース
- 高円宮杯全日本ユース(U-18)サッカー選手権大会（2009年）

アルビレックス新潟
- J2リーグ（2022年）

## 選抜歴
- 2013年 関東大学選抜